# Double
Inom programmering är double en datatyp
Doublé är en typ av förgyllning
Double, popduo från Zürich, Schweiz, verksam 1981-1987. Gruppen hade ett par stora hitar med låtarna The Captain of Her Heart 1986 och Devil's Ball 1987.

## Medlemmar
- Kurt Maloo - Sång och gitarr
- Felix Haug - Trummor och keyboard